# Racopilum niutensis
Racopilum niutensis är en bladmossart som beskrevs av Hiroyuki Akiyama och Bennard Otto van Zanten 1999. Racopilum niutensis ingår i släktet Racopilum och familjen Racopilaceae. Inga underarter finns listade i Catalogue of Life.